# Alfred Burke
Alfred Burke (Londen, 28 februari 1918 - 16 februari 2011) was een Engelse acteur.
Hij is de zoon van Sarah Ann O'Leary en William Burke. Hij bezocht de Leo Street Boys School en de Waltham Central School.
Zijn vrouw is Barbara (Bonelle) en hun kinderen zijn twee tweelingen: Jacob en Harriet, en Kelly en Louise. Zij wonen in Barnes en zijn hobby's zijn voetbal en muziek.
Hij begon aan zijn acteerloopbaan aan het Barn Theatre in Shere, Surrey en in Londen aan het Watergate Theatre. Hij werkte met het Old Vic, het Young Vic en andere gezelschappen.
Daarna speelde hij in een flink aantal films en televisieseries. Hij speelde 87 keer de belevenissen van privédetective Frank Marker in Public Eye (1965-1975).
Burke stierf op 16 februari 2011 op 92-jarige leeftijd.